# Masdevalliantha
Masdevalliantha é um género botânico pertencente à família das orquídeas (Orchidaceae).